# Mogesjön
Mogesjön är en sjö i Vårgårda kommun i Västergötland och ingår i Göta älvs huvudavrinningsområde. Sjön har en area på 0,106 kvadratkilometer och ligger 118 meter över havet.  Söder om sjön går den 12  kilometer långa vandringsleden Sju sjöars led.

## Delavrinningsområde
Mogesjön ingår i det delavrinningsområde (644761-132454) som SMHI kallar för Ovan Lillån. Medelhöjden är 105 meter över havet och ytan är 44,77 kvadratkilometer. Räknas de 9 avrinningsområdena uppströms in blir den ackumulerade arean 376,71 kvadratkilometer. Nossan som avvattnar avrinningsområdet har biflödesordning 2, vilket innebär att vattnet flödar genom totalt 2 vattendrag innan det når havet efter 174 kilometer. Avrinningsområdet består mestadels av skog (37 %), öppen mark (14 %) och jordbruk (47 %). Avrinningsområdet har 0,29 kvadratkilometer vattenytor vilket ger det en sjöprocent på 0,7 %.

## Galleri

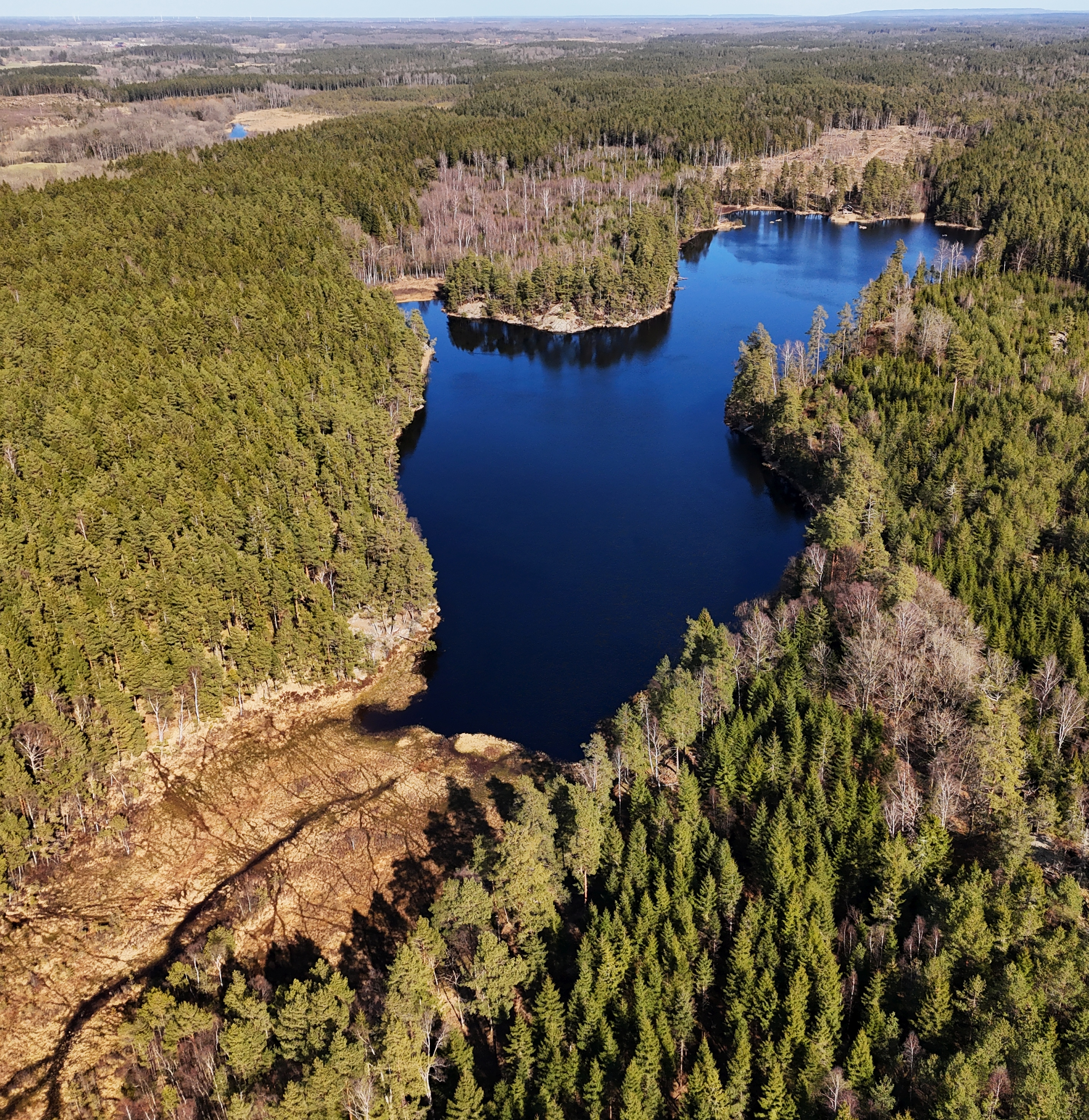
Mogesjön i april 2025.
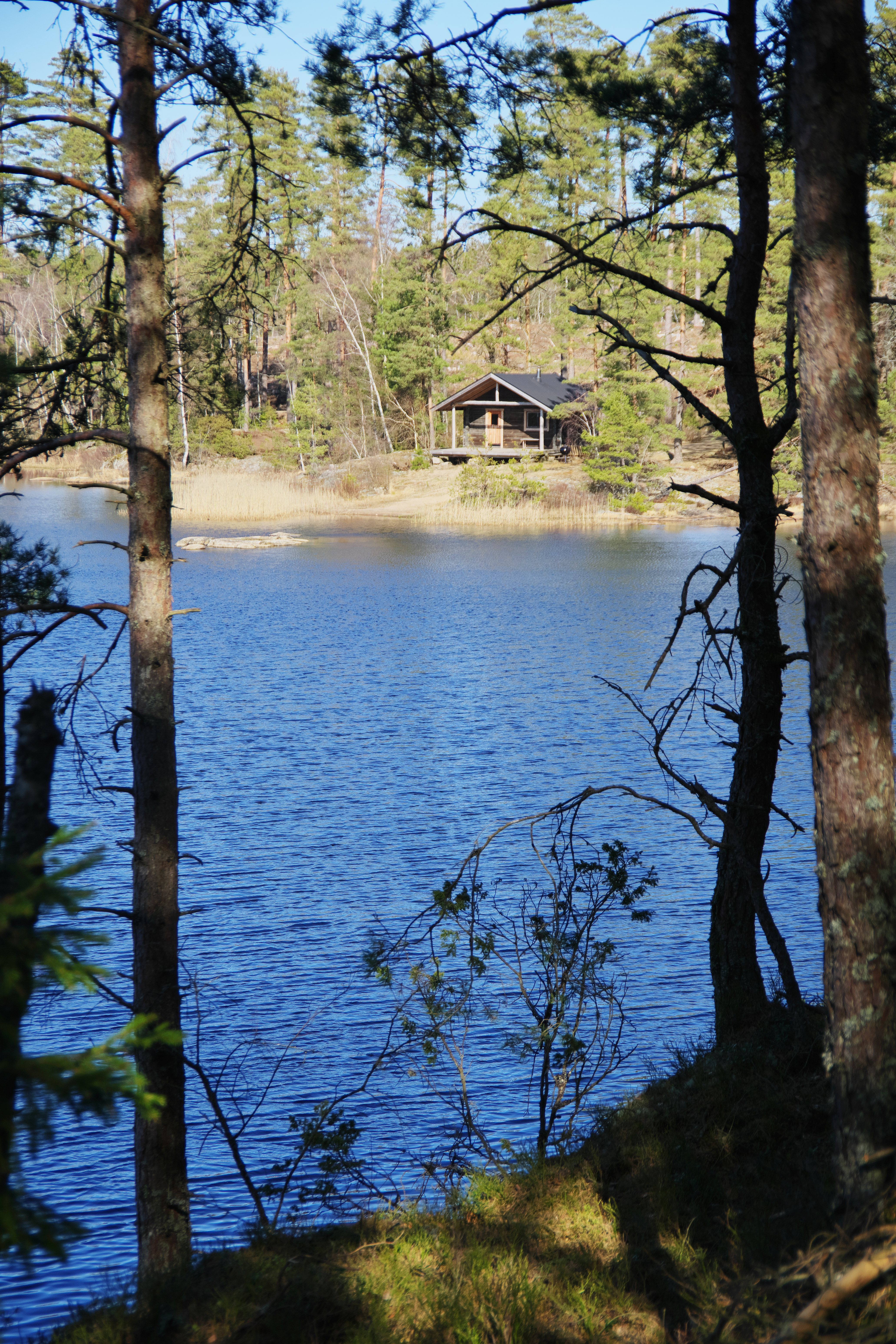